# Рионская ГЭС
Рионская ГЭС (Риони ГЭС) — гидроэлектростанция на реке Риони в Грузии вблизи города Кутаиси. Входит в состав Рионского каскада ГЭС, являясь его четвертой ступенью. 
Конструктивно представляет собой типичную деривационную ГЭС с головным водохранилищем и безнапорной деривацией. Гидравлическая схема основана на переброске части стока реки риони в нижнее течение её притока — реки Квирила. Состав сооружений ГЭС:,
- Головной узел на реке Риони, включающий в себя:
  - Бетонную водосбросную плотину с сифонным водосбросом, плотоходом и промывным шлюзом, общей длиной 92,5 м. Плотина рассчитана на пропуск 2600 м³/с воды, оборудована четырьмя водосливными пролётами шириной по 10,2 м, перекрываемыми плоскими затворами. Сифонный водосброс имеет пять главных и одну вспомогательную батарею, рассчитан на расход до 80 м³/с. Плотина образует небольшое водохранилище полным объёмом 3 млн.м³ и полезным объёмом 0,5 млн.м³.
  - Береговой водоприёмник.
- Деривационный тракт общей длиной около 9 км, включающий в себя:
  - Безнапорный деривационный туннель длиной 3927 м;
  - Деривационный канал длиной 5131 м.
- Станционный узел, включающий в себя:
  - Напорный бассейн;
  - Четырёхниточный напорный турбинный водовод;
  - Здание ГЭС;
  - Отводящий канал длиной 2,1 км в реку Квирила;
  - ОРУ 35/110 кВ.

Мощность ГЭС — 48 МВт, среднегодовая выработка — 317 млн.кВт·ч. В здании ГЭС установлено 4 гидроагрегата с вертикальными радиально-осевыми турбинами РО-ВМ-190 (диаметр рабочего колеса — 1,9 м), работающих при расчётном напоре 60 м (максимальный напор — 65,4 м), максимальный расход через каждую турбину — 25 м³/с. Турбины приводят в действие гидрогенераторы ВВ-7442-300 мощностью по 12 МВт.
Одна из старейших электростанций Грузии — строительство ГЭС началось в 1928 году, первый гидроагрегат пущен 1933 году. Носила имя В. И. Сталина. С 2007 года, Рионская ГЭС принадлежит чешской компании Energo-Pro. Оборудование ГЭС устарело, нуждается в замене и реконструкции; в 1991 году Ленинградским металлическим заводом была произведена реконструкция двух турбин ГЭС с увеличением их мощности до 13,7 МВт.

## Рионская ГЭС в искусстве
- «Рионгэс», Давида Какабадзе (1934) холст, масло, 72x100